# Dolichowithius argentinus
Dolichowithius argentinus är en spindeldjursart som beskrevs av Beier 1959. Dolichowithius argentinus ingår i släktet Dolichowithius och familjen Withiidae. Inga underarter finns listade i Catalogue of Life.